# Olivia Lee
Olivia Lee es una actriz, cómica, y presentadora de televisión británica.

## Primeros años
Lee es de una familia judía. Estudió interpretación en la Central School of Speech and Drama.

## Carrera
Lee consiguió un trabajo de presentadora junto a Simon Amstell en T4, del Canal 4. Ella más tarde apareció en Balls of Steel, donde realizaba bromas y entrevistaba a celebridadases con un micrófono en forma de pene. Más tarde consiguió su propio show en Channel 4, Naughty Bits, y actuó en bromas de cámara oculta para The Tonight Show con Jay Leno.
Lee apareció en un episodio delEl show de Basil Brush en 2004. En 2006, fue entrevistada y apareció en una sesión fotográfica para FHM. En marzo de 2009, apareció como invitada en el talk show de internet Tom Green's House Tonight. Actualmente tiene su propio programa de bromas ocultas, Dirty Sexy Funny, del cual apareció originalmente el piloto en Channel 4 en 2008. Fue comisionado por Comedy Central y se empezó a emitir en marzo de 2010. Lee fue la presentador del programa de juegos de Fox Reality Channel Battle of the Bods antes de que Fox Reality decidiese cancelarlo.
En enero de 2012, se anunció que Lee se uniría al elenco de Balls of Steel Australia para su segunda serie. Su actuación en el show es "Prank TV OZ", en el cual ella gasta bromas a varios miembros del público en un formato similar a las bromas ocultas del programa Dirty Sexy Funny. El 17 de marzo de 2012, Lee apareció en una edición de famosos del programa de juegos de Channel, The Bank Job, para la caridad.